# 圖-95戰略轟炸機
图-95（俄语：Ту–95，羅馬化：Tu-95，北約代號：熊式），是蘇聯圖波列夫設計局所製造，是全世界唯一服役的大型四渦輪螺旋槳發動機後掠翼長程戰略轟炸機、空射飛彈發射平台、海上偵察機，以及軍用客機。Tu-95在冷戰期間大量服役於蘇聯空軍和蘇聯海軍航空兵，蘇聯海軍航空隊使用的機型改稱Tu-142。自1960年代起保有螺旋槳式飛機飛行速度世界紀錄至今。
蘇聯解體後，烏克蘭曾接收約70架原屬蘇聯空軍的Tu-95系列機，現已全部退役；而俄羅斯空軍接收的Tu-95系列機迄今仍在服役，預計將持續服役至2040年。Tu-95的動力來源為4具庫茲涅佐夫設計局（局號OKB-276）研製的NK-12渦輪螺旋槳發動機，裝置在一個突出於翼前緣的長條形發動機艙中，每具發動機各驅動一組直径达5.6米的同軸反轉螺旋槳，使得螺旋槳可以維持最大效率的同時，也充分使用發動機提供的驅動力；圖波列夫設計局又將Tu-95的主翼後掠35°，這樣的設計使得Tu-95保持任務執行中高速飛行的效率。

## 概述
曾有段長時間，Tu-95被西方情報單位當作是Tu-20，且是當初蘇聯空軍設計的飛機機型，當時Tupolev在研發階段時較廣為周知名字是Tu-95隸屬於補給載運單位，至於Tu-20本身很快就被蘇聯軍方淘汰未予派用；既然稱為Tu-20，西方情報單位搜集到Tu-20只不過是文件上的代號，並且一直錯誤地沿用下去，還外流到蘇聯以外使得全世界誤以為有Tu-20運輸機型在服役中。
以歷史的角度來看，從蘇聯空軍開始到現在的俄羅斯空軍，機種機型已經更換了不少，惟有轟炸機仍使用Tu-95沒有改變；它的「長壽」原因是它的體積與滯空能力形成多種不同的功能性。以轟炸機的角度而言，Tu-95就像是美國空軍的B-52轟炸機，可以不斷升級來符合當代作戰需求。
- Tu-142作為攜帶攻擊船艦的巡航导弹平台成为俄羅斯海軍航空兵衍生型
- Tu-95K-20型（北約代號熊式B型）作為發射Kh-20（北約代號為AS-3 "Kangaroo", "袋鼠"）導彈的平台
- Tu-95K-22（北約代號熊式G型）作為Kh-22（北約代號為AS-4 "Kitchen", "廚房"）導彈的發射平台
- Tu-95M-55型可以作為K-26/KSR-5（英语：KSR-5）（北約代號AS-6 "Kingfish", "王魚"）導彈的發射平台
- Tu-95MS（北約代號熊式H型）作為Kh-55（北約代號AS-15A "Kent", "篙"）空對地導彈
- 甚至當作是載客機，例如Tu-116（英语：Tu-116），內有3個VIP座位與辦公室隔間，餘下70m³隔間作為一般座艙。Tu-116只生產了兩架，並且限於在前蘇聯境內使用，可以說是前蘇聯“境內版”的“空軍一號”
- Tu-95另外有民航客機衍生型Tu-114；
- 蘇聯在1958年以Tu-95與Tu-116作為预警机的研發平台，不過兩者機體狹窄的關係，造成機上電子設備冷卻空間與操作空間不足，因此改由機體較寬的Tu-114測試並發展出Tu-126空中預警機，並加裝空中加油管以延長航程

冷戰結束後，Tu-95機型系列的多功能武器平台的形象開始不保，不過在外交上屬於“戰略震攝/威嚇”的形象與角色依舊維持得很好，並沒有改變。

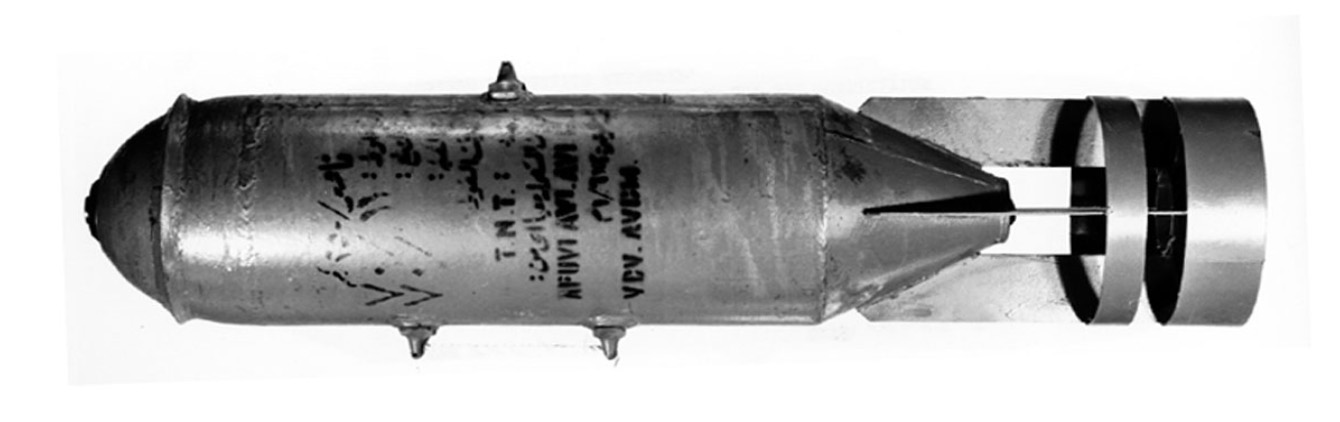
1946年式FAB-250自由落體炸彈

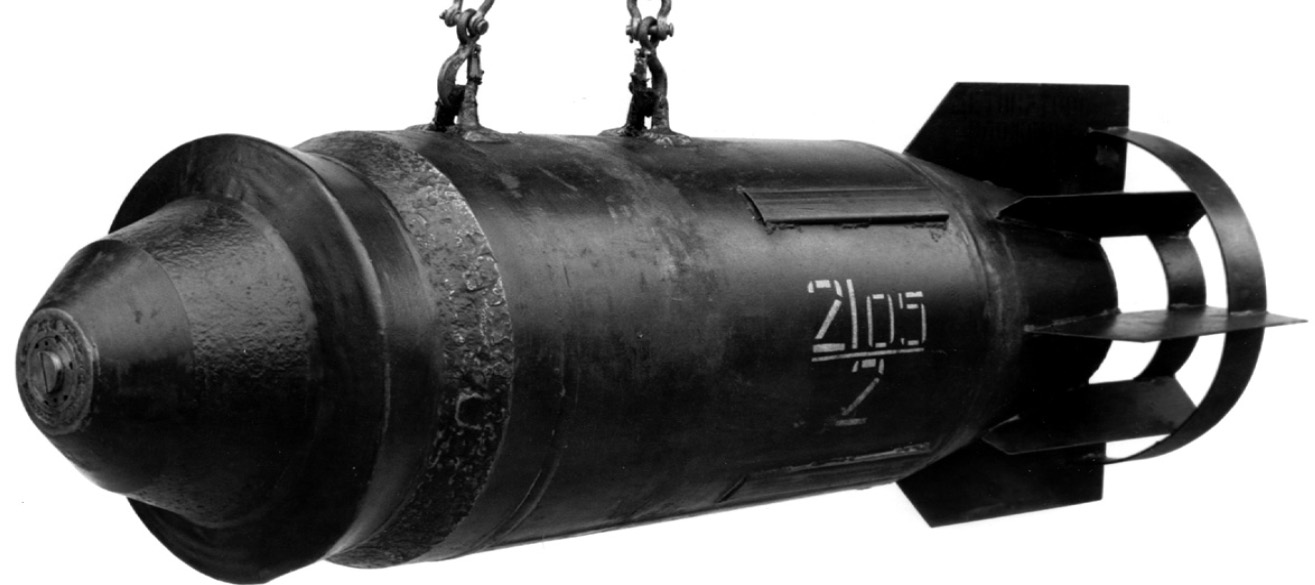
1954年式FAB-500自由落體炸彈

### 武裝
- 雷達控制機砲：單座或雙座AM-23 23公釐機尾機砲
- 炸／導彈：可攜掛重量最大到15,000公斤（33,000磅），可攜掛的種類包括：
- 60枚FAB-250炸彈或者是30枚FAB-500炸彈。
- Kh-15“回馬槍”A型超超音速（終端彈道自4,0000m高度速率可達約5馬赫）短程（300km）液態燃料導彈（由Tu-95MS攜行發射）。
- Kh-20（英语：Kh-20）“袋鼠”巡航導彈（由Tu-95K/KD型攜行發射），1980年代後期被“廚房”所取代。
- Kh-22“廚房”大型液態聯氨燃料遠距反艦導彈（由Tu-95-K-22攜行發射），射程可達400km，巡航速率達2馬赫，終端彈道（自27,000m高度）可達4馬赫；尤其Kh-22N專門以350千噸當量核子彈頭針對美國海軍航空母艦以及航空母艦戰鬥群為目標。
- Kh-55亞音速（571~917kph）長程（2,500~3,000km）巡航導彈（由Tu-95MS攜行發射），核子彈頭威力為200千噸當量。
- Kh-555巡航導彈，保持了Kh-55的傳統外形結構，采用了許多新技術，性能得到了大幅提升。早在上個世紀90年代初期，俄羅斯就開始了對Kh-55的改進論證。[3]

## 發展歷史

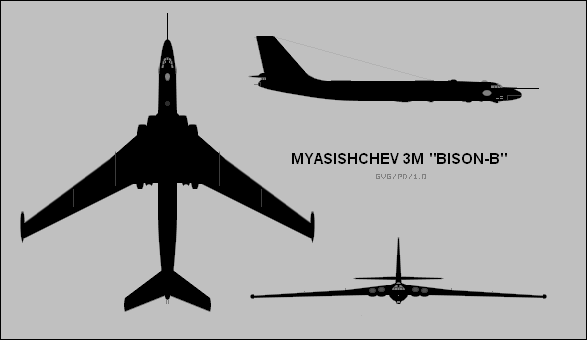
Myasishchev M-4“野牛”轟炸機三視圖

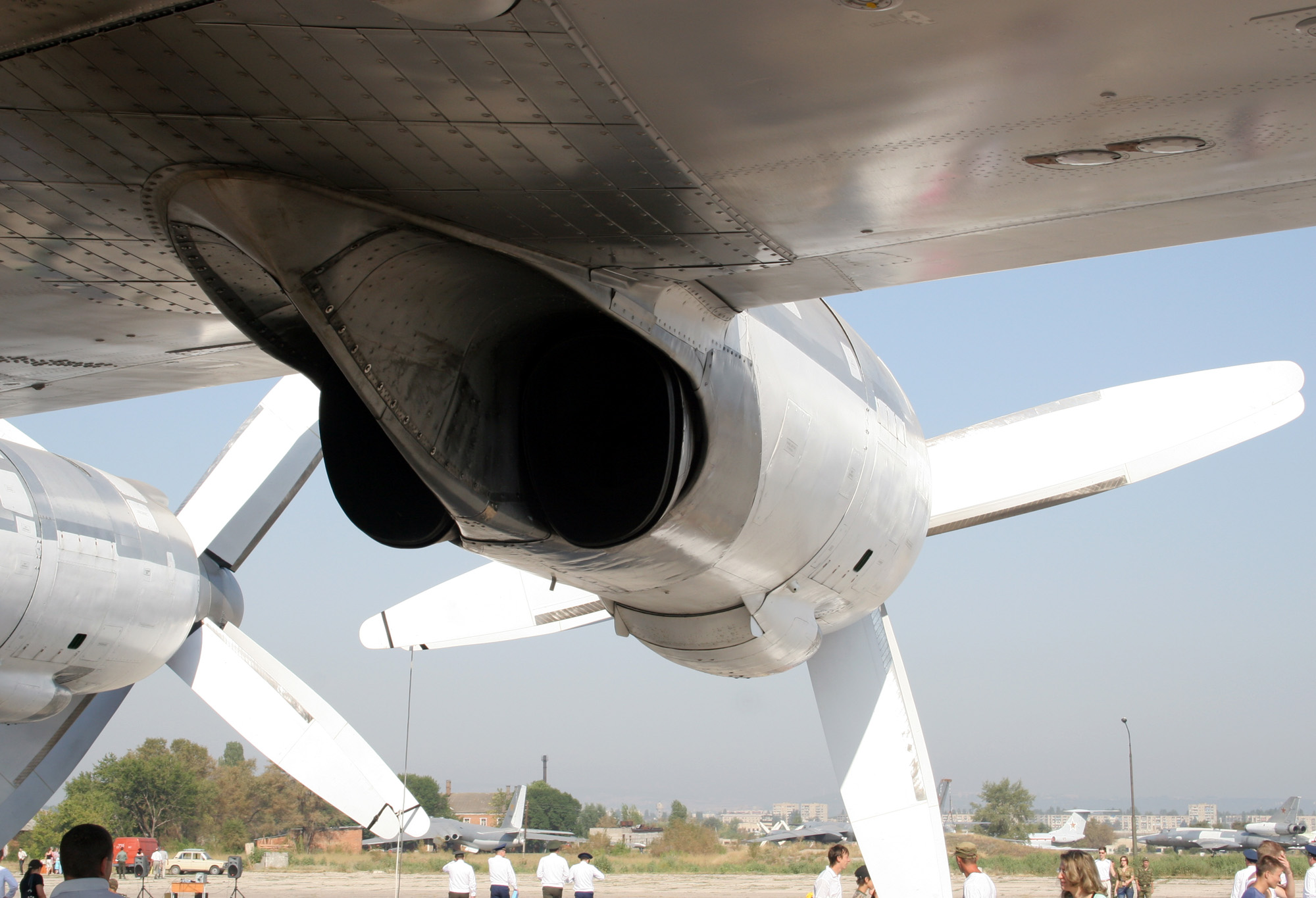
Tu-95採用的NK-12引擎排氣口

图-95的研發始於1950年代，其原因是為了取代圖-4，以及Tu-80（進化版的Tu-4），甚至更大型的Tu-85（Tu-4的精裝版）均不足以符合轟炸任務的毀滅/殺傷要求，尤其图-85還無法與美國空軍當時的全天候轟炸機相較長短，因此蘇聯空軍高層在1950年對圖波列夫設計局與麥米亚西舍夫试验设计局提出下列要求：
1. 轟炸機必須在不重複落地加油的情形下至少要具備8,000公里的航程，要能夠威脅打擊到美國境內的重點目標。
2. 轟炸機必須至少能攜載11,000公斤的武器並且將它們傾倒在敵人的頭上。

這個看似簡單的要求對圖波列夫設計局首要的難題就是發動機。第一代的渦輪噴射發動機不是沒有列入考量，但略早期的M-4已证明，早期的低涵道比喷气引擎虽可使飞机获得较快的近音速，不過其效率低下，巨大的油耗遠比不上渦輪扇葉發動機能提供更遠的航程。壓力隨之而來的是普惠公司已經成功地研發出J-57發動機，這使得當時仍在研發中的B-52同溫層堡壘轟炸機成為實現的可能，事后也证明B-52采用J-57引擎，在速度和续航的综合性能上，仍重复了M-4老路，直至改用TF33涡轮风扇引擎。
麥亞西舍夫設計局研發的M-4重锤轰炸机“野牛”採用渦輪噴射發動機，由於作戰半徑只有5,600km，因此最後淪落成為蘇聯空軍的“加油工”（一個背負大油槽的空中加油機，並於1994年退役），隨後也被取代。於是圖波列夫設計局改用具有8片槳葉的庫茲涅佐夫 NK-12M型對轉渦輪螺旋槳發動機，號稱具備12,000軸馬力（8948kW），后续改型达到15,000軸馬力（11030kW）。採用這種引擎不僅僅動力強大，事實上在油耗上與維修保養上也比渦輪噴射發動機簡單，耐用度也提高了許多。
Tu-95的發動機在當代算是相當先進的設計，并有一个特點，就是其由四具M型對轉渦輪螺旋槳發動機推动5.6米大直径而750转每分钟慢转速的同軸反轉螺旋槳，產生出巨大的低频噪音，并因作为苏联远程反潜机的主力，经常低空飞行，结果美軍在北大西洋設置的水下监听聲納網甚至可以捕捉到透过海水传入水下的Tu-95聲紋，這使其成為可能是史上唯一一架能被聲納捕捉的轟炸機。相比之下，对于采用小直径高转速涡轮的涡喷引擎，其噪音则集中于人耳听不到的超声波段。另外巨大的螺旋桨也使Tu-95的起落架特别长，以至于在改装成Tu-114客机并且首机成为赫鲁晓夫访美专机后，因其起落架过高导致乘客出入舱门也大幅高于同期各国客机，在苏联国内需使用专门的超高登机梯，在国外则需将机内一个应急的折叠登机梯打开，架在普通登机梯上，結果这个“应急”的扩展登机梯在多数机场实际成了必用品。
雖然機體的設計在外觀上看起來相當地保守，不過機體窄小構造簡單，以一對含有堅固大樑的低單主翼穿越過機體，再後掠35°，然後就沒其他特色了，简洁而易于制造。蘇聯的武器都具備這樣的特性，就是外型簡單實用至上；這個後掠的機翼基本上造成在外觀上對其飛行速度改善的錯覺，的确使Tu-95在速度上大幅超越其它螺旋桨式轰炸机，逼近喷气式轰炸机，事實上撇開空氣動力學的範圍不談，很少人了解圖波列夫設計局的苦心在於採用後略翼的原因在於為了將機翼大樑（Spar）在穿入機體後能夠將結合點位移至炸彈倉的前方而不會影響到載彈空間，如此一來能夠將Tu-95的飛行中的氣體動力優勢與載彈量完美地結合在一起，再將餘下的空間規劃為落地輪艙。於是在機體風阻小與發動機動力強大的結合下，第一架原型機（Tu-95/1）在1952年11月12日飛上了青天。
Tu-95的研發起始日期依據官方記載為1951年7月11日（B-52轟炸機的研發日期始於1948年10月25日），系列機型的生產開始於1956年1月（B-52轟炸機的生產日期始於1951年2月14日）。
Tu-95的首次對外公開展示是在1955年7月在圖西諾機場舉行的航空展，起初美國國防部對Tu-95並不重視，估計其極速為400哩／時（644公里／時），航程7,800哩（12,500公里），這錯誤的推算數據一直維持到1985年才修正為：25,000磅負載時最大航程為9,200哩。同时美国人还错误地估计了Tu-95的飞行速度，事实上，Tu-95不同型号的高空最大飞行速度大约在900~1000km/h之间。

## 冷戰期間

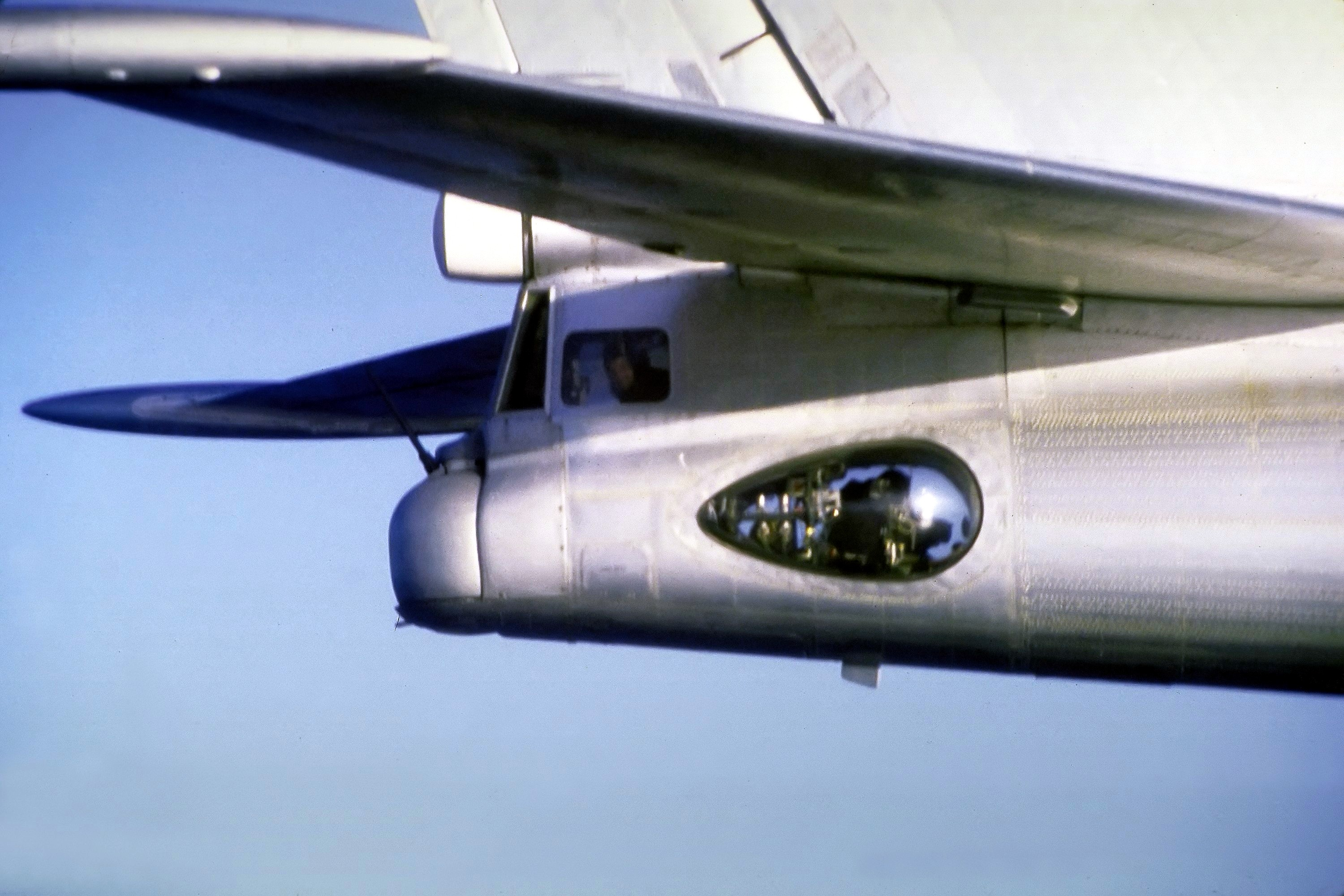
Tu-95機尾的近照，可見機炮已經指向天空。

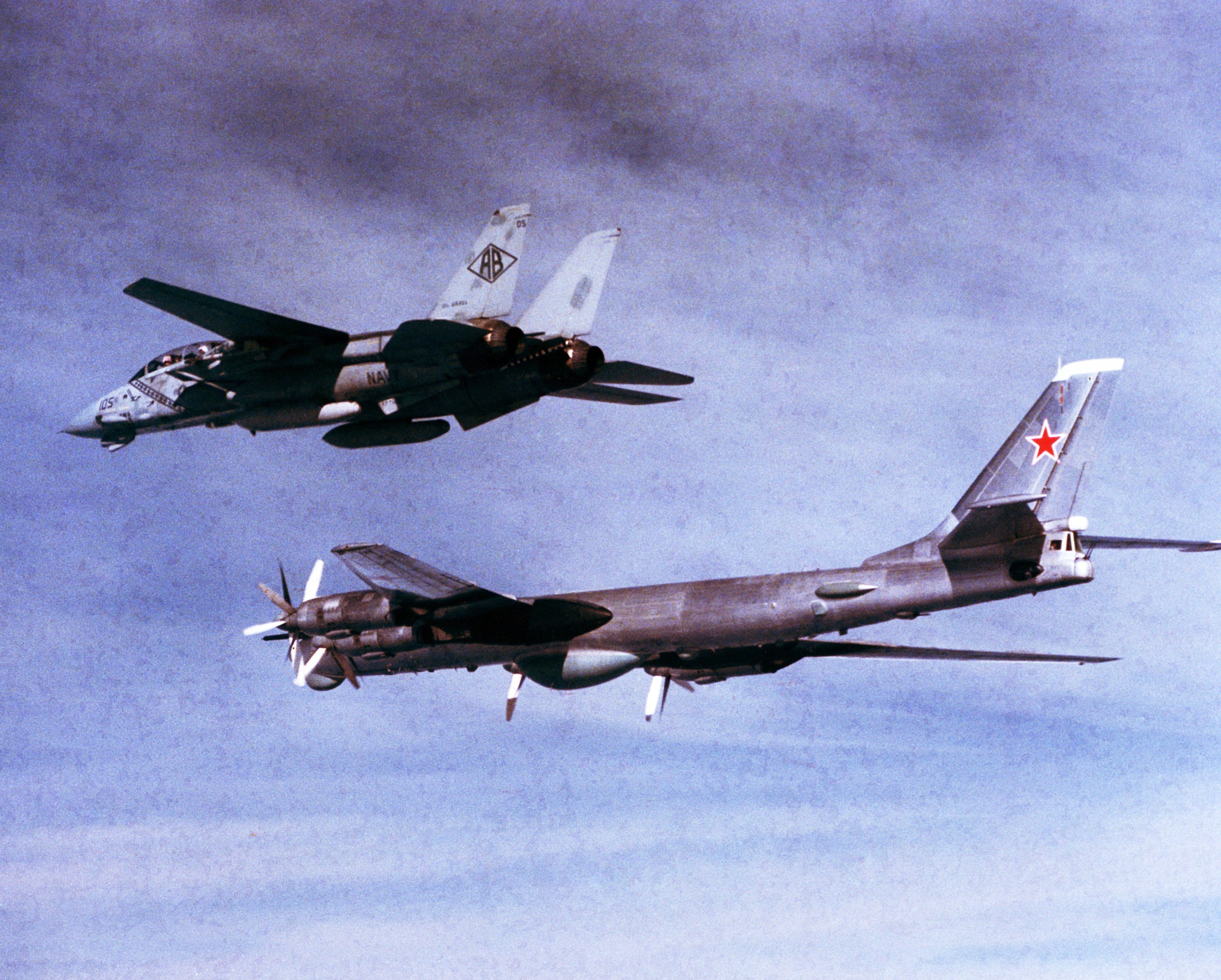
1985年北約薩發里海洋演習中，美國海軍一架F-14雄貓式戰機強制伴飛另一架前來“包打聽”的Tu-95MR

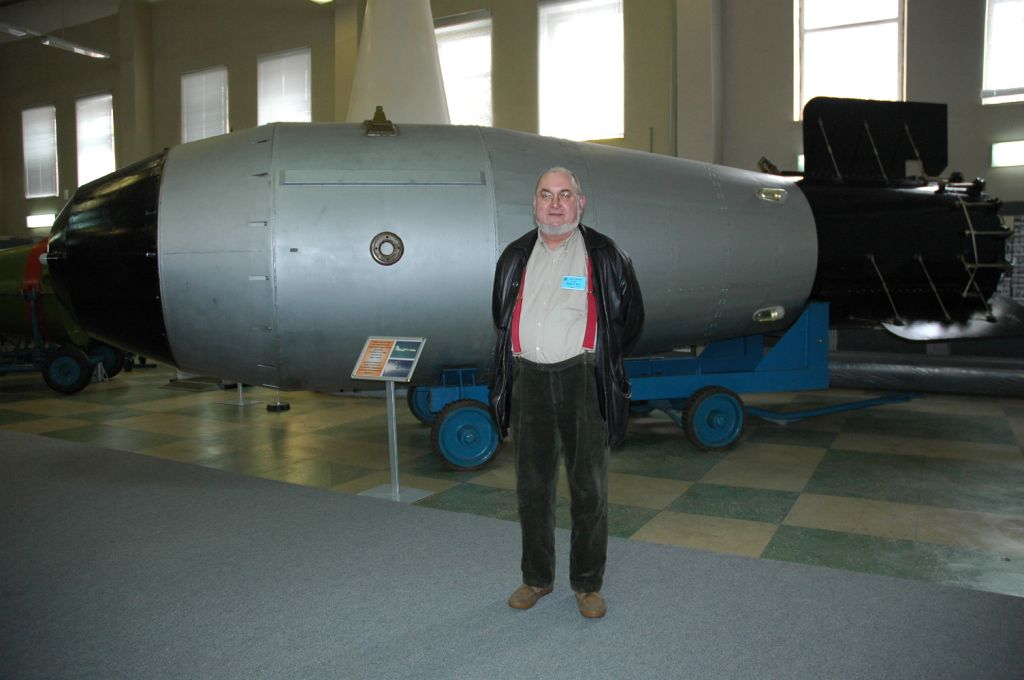
在车里雅宾斯克-70核子研究中心展示的沙皇炸彈。

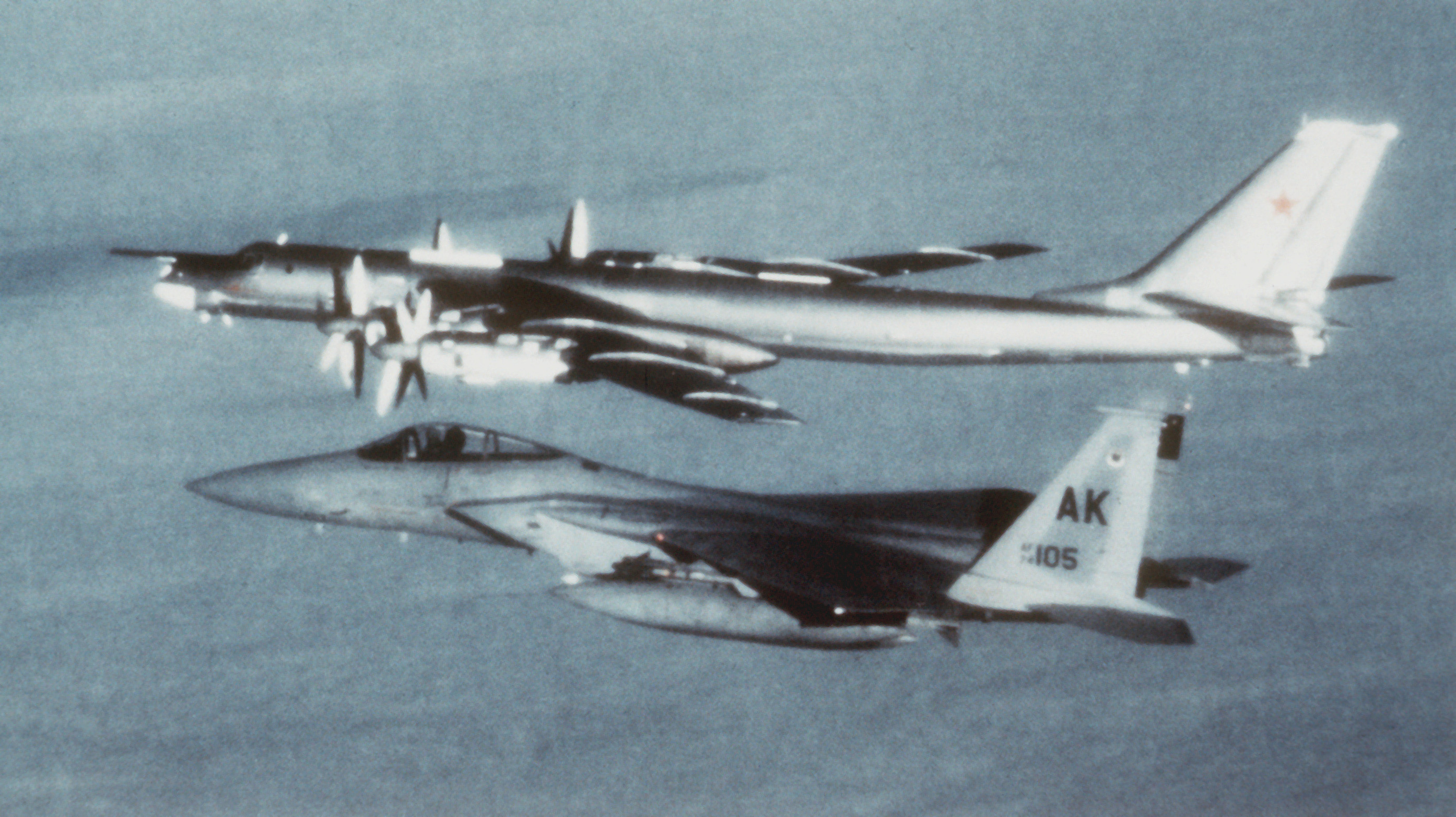
1987年，Tu-95MS與强制伴飞的美國空軍F-15鷹式戰鬥機

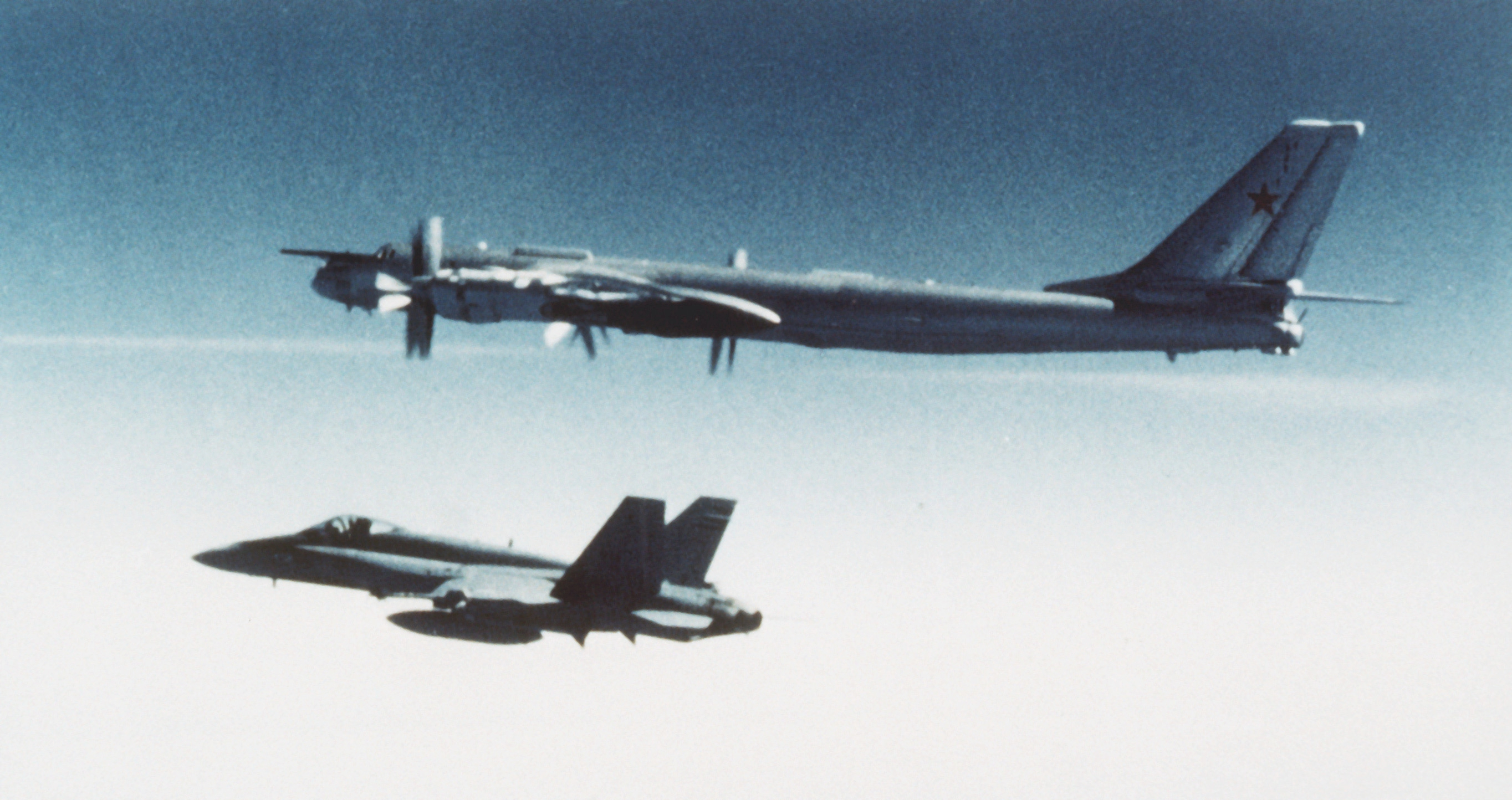
1987年，Tu-95與攔截的加拿大空軍所屬CF-18戰鬥機

在Tu-95這匹“老戰馬”的身上，化身為最典型的冷戰象徵就是Tu-95衍生型RT/MR型偵察機了（RT型北約代號為熊式D型；MR型為熊式E型）。RT/MR型主要作為其他的船艦，飛機，甚至是潛艇在海戰情咨偵蒐平台與目標確認的任務，在這一點上有重要的貢獻並且表現的可圈可點。RT/MR型也相當容易被確認出來，由於進行海平面偵蒐的緣故，這RT型的機鼻下方有個巨大的突起的雷達罩，凡是所經之處被RT型導引的飛彈必然能擊中被其所偵知並鎖定的船艦；MR型則是將原來的炸彈艙改裝成一肚子的照相機，並加裝突起的艙罩。也因此RT/MR型機被美國海軍視其為眼中釘，要求F-14雄貓式戰機必須在距離航母320km的距離內將RT型偵察機攔截，並且強制伴飛，使其目的不能達逞。偶爾雄貓式戰機也會在艦隊的指引下親赴更遠的距離將RT型偵察機攔截下來。
當Tu-95轟炸機遭到空中攔檢時，機尾的砲手會將雙管並聯AM-23 23mm機尾機砲砲口指向天空，表示對攔檢的戰機並無挑釁之意；既然來者是客報之以禮，北大西洋公約組織也嚴格限定進行攔檢任務的戰機不得對被臨檢的Tu-95進行啟動射控雷達的程序，以免攔檢任務演變成為戰爭的導火線。
不過冷戰的高峰期間，蘇聯仍然進行許多具有戰略性暗示色彩的挑釁動作。例如每週雙機編隊的Tu-95MS型轟炸機會從科拉半島起飛，先經過格陵蘭與冰島，穿過北大西洋再經過新斯科細亞沿著美國東海岸的公海上空飛往古巴。當然這樣一來美國軍方又不得不派遣F-15等戰機一路伴飞到佛羅里達州外海為止。此外，自1979年起，部署於海參崴的Tu-95型轟炸機會在每星期三飛往日本附近巡航，最後抵達越南金蘭灣軍事基地，史稱「東京急行」。
冷戰中另外一件值得一提的事就是在1961年10月30日早上11時32分，蘇聯在北冰洋新地島群島北緯73.85°東經54.50°地點試爆了第一顆全世界有史以來最大的核武器：沙皇炸彈。該炸彈威力相當於50百萬噸TNT，爆炸後的蕈狀雲高達60km，比珠穆朗瑪峰還高七倍多；爆炸的熱源連在100km以外的人體都會受到3級燒傷。執行這一次試爆任務的飛機是一架Tu-95V型轟炸機，另外伴隨一架Tu-16獾式噴射轟炸機作為觀測機。任務機從10,500m的高空將炸彈釋放，炸彈經由氣壓感測器感測到4,200m的高度時自動引爆。
由於“沙皇炸彈”過於龐大，彈體重達27公噸，長度為8m，最大直徑為2m，所以該架任務機必須將機體內的燃油槽與機腹炸彈艙門移除才能執行任務。另外為了試爆人員的安全考量，這一枚“沙皇炸彈”還加裝一副重達800kg的減速傘，以延遲炸彈釋放墜落後的時間與速度，也好讓任務機與觀測機能夠撤到距離原爆點45km以外的安全範圍。

## 俄羅斯入侵烏克蘭
俄军Tu-95轰炸机多次携带Kh-55等型号巡航导弹于里海上空轰炸乌克兰。2025年6月1日，烏克蘭國家安全局 (SBU) 向基輔獨立報透露，他們對俄羅斯的機場進行了一次大規模無人機襲擊行動，摧毀了图-95战略轰炸机、圖-22M轟炸機、A-50預警機在內的約40架戰機。

## 空中遭遇
冷戰時期，西方國家戰機曾經（現在也是）頻繁的被派遣去攔截Tu-95轟炸機，並妨礙其執行任務。當其過份接近北大西洋公約組織國家的領空時，兩方接觸的機會就更高了。這種情況下，有時會發生兩方進行非官方無線電或手勢性的通訊。
根據許多西方戰鬥飛行員在攔檢任務後的報告中指出，其實Tu-95轟炸機這種外貌似乎無明顯威脅性的祖父級轟炸機能夠在短距離內突然加速甩脫尾隨的攔截機組；甚至有時突然轉向迫使伴隨監控的戰機極遽減速並且拉開與其的飛行距離。飛行風格比較狂野的蘇聯飛行員通常會把前面提到的兩個招式隨機使用藉此來戲弄伴飞跟踪的飛行員。
在1980年代曾經發生過挪威皇家空軍一架F-16戰隼戰鬥機跟一架Tu-95撞在一起的事故，當時挪威飛行員正在執行攔檢/監控/驅逐伴飛Tu-95離開挪威領空的任務。然而由於該挪威飛行員不斷地過於逼近，卻忘記Tu-95翼端所產生的渦流以至於發生短暫地失控，也因此發生F-16翼端與Tu-95擦撞的意外。幸運的是兩機的損傷程度都不算太大，因此兩架軍機最後都平安着陸。
1982年7月7日，中国人民解放军空军舟山雷达站发现一架參與蘇聯「東京急行」行動的Tu-95轰炸机于北纬30度47分，东经124度12分距离舟山本岛约270公里位置台湾海峡方向由北向南飞行。解放军空军宁波基地出动一架歼-7歼击机，海军台州基地出动一架歼-8歼击机进行跟踪监视，直至北纬26度15分，东经123度22分脱离接触。
1986年2月6日上午10時10分，中華民國空軍發現一架蘇聯空軍所屬的Tu-95轟炸機正由北向南飛行，進入中華民國防空識別區，並派出2架F-5E老虎II式戰鬥機攔截及監視，直到該機飛離中華民國防空識別區為止。
直到1999年，俄羅斯空軍的Tu-95轟炸機通常成對飛行，藉由北大西洋的冰島─格陵蘭航線和北太平洋的阿拉斯加─白令海航線接近美國東海岸或者是阿拉斯加州沿岸。1999年6月，數架Tu-95和2架Tu-160轟炸機在被美國空軍戰鬥機攔截後轉向飛回。相似的事件也發生在同年9月，但Tu-95轟炸機是在未與戰機接觸的情況下自行轉向飛回。

### 2006年以後

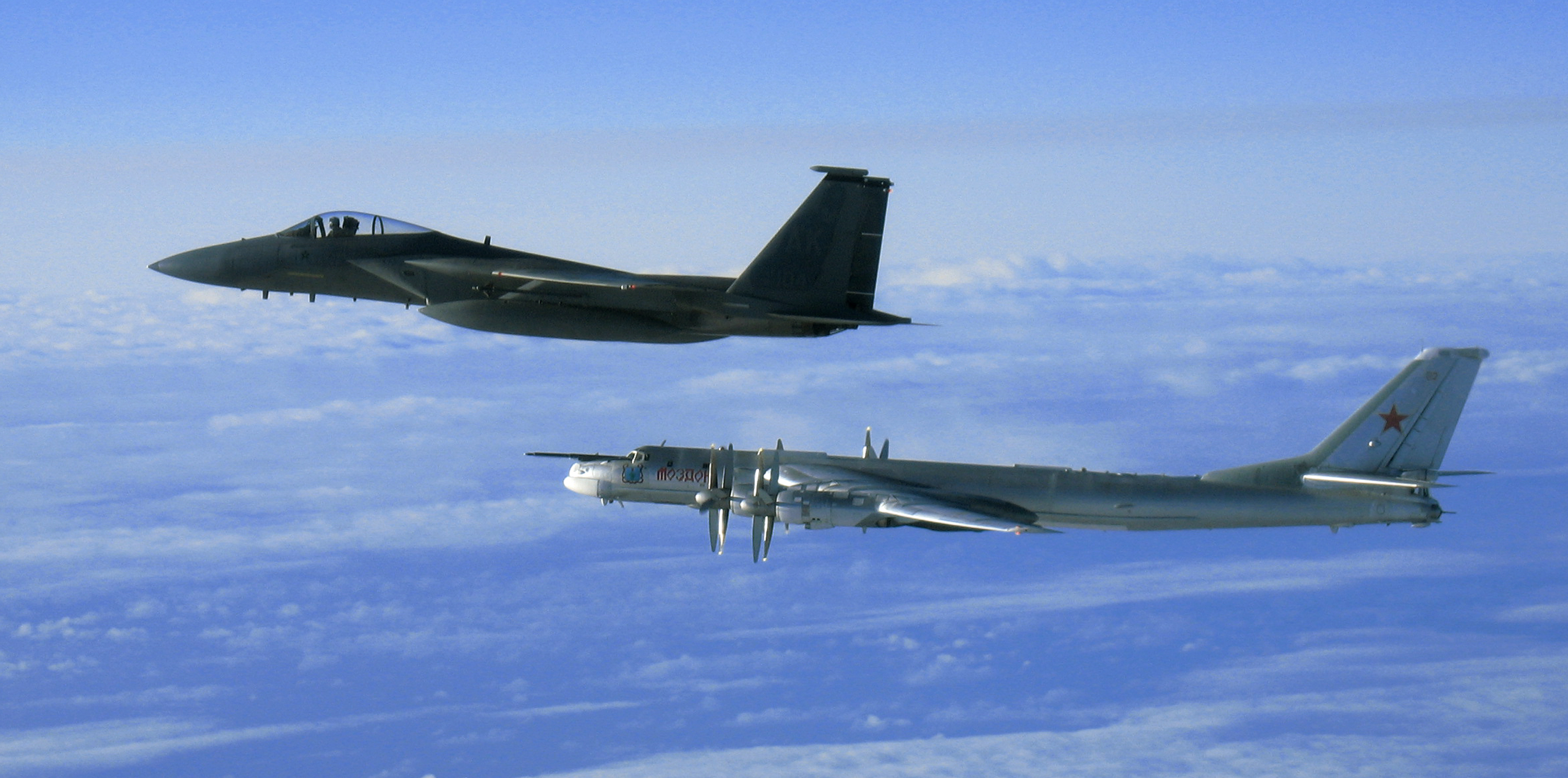
2006年9月28日一架美國空軍的F-15C鷹式戰鬥機在阿拉斯加西部海岸附近攔截一架Tu-95MS

- 2006年9月29日：北美空防司令部（NORAD）派遣加拿大皇家空軍CF-18戰鬥機（從加拿大冷湖空軍基地（CFB Cold Lake）起飛）在加拿大亞伯達省中部和美國空軍F-15鷹式戰鬥機（從阿拉斯加州空軍基地起飛）一起攔截數架俄羅斯空軍Tu-95轟炸機，這些轟炸機在加拿大和阿拉斯加州海岸附近進行年度例行演習。這次演習的目的應是測試這些轟炸機穿透北美防空識別區的能力和收集相關資料[8]。

- 2007年5月：英國皇家空軍派遣2架龍捲風F.3戰鬥機（自Leuchars皇家空軍基地起飛）在蘇格蘭外海攔截一架Tu-95轟炸機，當時其正在監視由英國皇家海軍舉行、代號為海王星戰士（Neptune Warrior）的演習[9]。

- 2007年7月：2架挪威皇家空軍F-16戰隼戰鬥機（自挪威Bodø空軍基地起飛）與2架英國皇家空軍龍捲風F.3戰鬥機（自英格蘭Leeming皇家空軍基地起飛）共同攔截2架Tu-95轟炸機，當時這2架Tu-95正從挪威海岸往蘇格蘭方向飛行[10][11]。

- 2007年8月：2架Tu-95轟炸機接近美國關島，稍後被派出的戰鬥機所攔截。俄羅斯空軍安德羅索夫少將（Maj Gen Pavel Androsov）告訴新聞媒體，「當2架飛機接近關島時，我們的年輕飛行員維持了傳統。我們與美國航艦派出的戰機互相打招呼、交換微笑，然後回家」[12][13]。然而，五角大廈否認有派出戰機一事，並說這些轟炸機並未接近航艦到應該做出反應的距離[14][15][16]。

- 2007年8月17日：2架英國皇家空軍颱風式戰鬥機起飛攔截並追蹤Tu-95轟炸機，當時其正越過北海接近英國領空，稍後即轉向離開[17][18]。
- 2007年9月6日：2架挪威皇家空軍F-16戰隼式戰鬥機追蹤8架飛越巴倫支海、接近挪威領空的Tu-95轟炸機[19]。這些轟炸機飛越挪威後，持續飛向英國領空，稍後英國皇家空軍派出4架龍捲風F.3戰鬥機（自Leuchars皇家空軍基地起飛2波，每波2架）進行攔截，並迫使這些轟炸機轉向飛返俄羅斯[19]。同日，俄羅斯空軍Tu-95轟炸機接近加拿大領空，加拿大皇家空軍CF-18戰鬥機緊急起飛進行攔截，兩方在伊努維克（Inuvik，加拿大西北方地區）附近接觸[20][21]。

- 2007年11月22日：一架隸屬阿拉斯加第90戰機中隊F-22猛禽戰鬥機第一次展現他們攔截兩架俄羅斯Tu-95MS熊式H型，這也是F-22戰機第一次奉北美航太防衛司令部之命執行攔檢任務。[22][23]

- 2008年2月9日：俄羅斯空軍一架Tu-95轟炸機飛入東京南方500公里伊豆群島的日本領空3分鐘，日本自衛隊出動24架F-15、一架E-767空中預警機戰機升空攔截，發出「一次提醒，與一次警告」以及「另一次提醒與警告」。日本外務省隨後向俄羅斯駐日大使館（俄语：Посольство России в Японии）提出嚴重書面抗議，不過俄羅斯官方反而宣稱「我國四架Tu-95轟炸機於星期六當日完成長達10個小時的飛行任務」，「我國的戰略航空飛行器並未違反日本領空規定」（"our strategic aviation planes did not violate Japanese airspace."）。[24]同日，一架Tu-95在西太平洋飛過美國海軍尼米茲號航空母艦（USS Nimitz CVN-68）以2,000英尺的高度飛越其上空“兩次”，另一架Tu-95距離航母58英里處空中盤旋，四架F/A-18黃蜂式戰鬥攻擊機立即被派往升空攔截並進行追蹤。[25][26]

- 2010年1月28日下午1時4分，中華民國空軍陽明山雷達站發現一架不明機出現在台灣東北方向154海浬處南下，航速320海浬，沿台灣東北部防空識別區邊緣活動，並於1時15分進入台灣防空識別區短暫停留，在實施全球共同緊急G波道廣播後，該機隨即轉向日本琉球方向，脫離台灣防空識別區。在後來兩三天的比對後，確認是TU-95長程戰略轟炸機，這型飛機曾在越戰期間經常出沒台灣東南方，又再度出現。[27]

- 加拿大當地時間2010年8月24日，兩架接近加拿大領空的Tu-95被加空軍两架CF-18型“大黄蜂”战斗机攔截。[28]

## 現況及未來發展

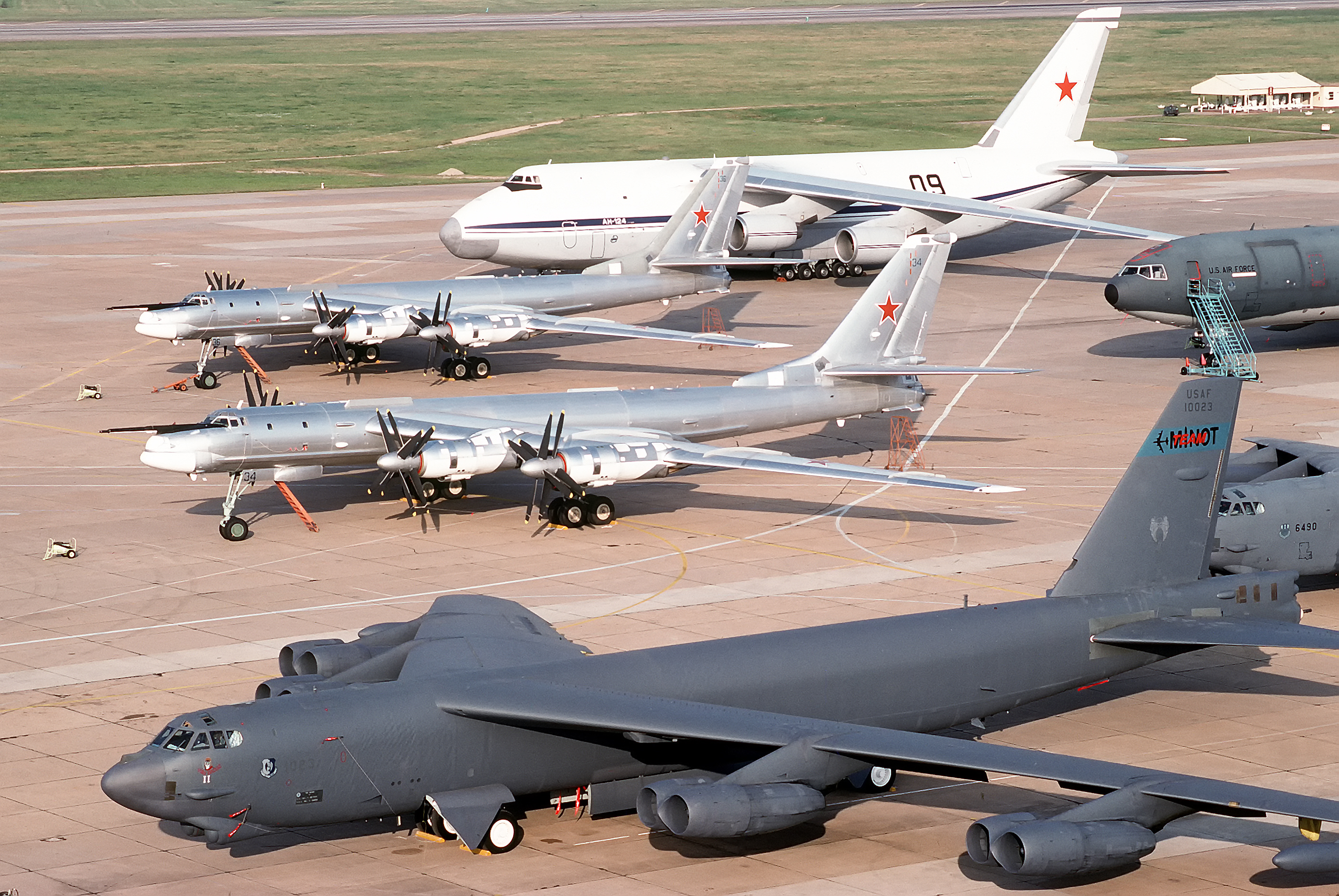
B-52（前）和Tu-95（中）、An-124（後）在美國路易斯安那州巴克斯代爾空軍基地的機坪並列，攝於1992年5月1日

現今於俄羅斯空軍服役中的Tu-95轟炸機皆為Tu-95MS6構型，於1980年代至1990年代製造。2007年8月18日，俄羅斯總統普京宣布，停止15年之久的Tu-95境外定期巡邏飛行任務（包括「東京急行」行動）將恢復執行。而在2022年11月的一次「東京急行」行動當中，Tu-95於中國浙江的杭州笕桥机场降落，是俄軍Tu-95首次於外軍基地進行補給。
印度海軍擁有5架Tu-142機，用於海上偵察及反潛作戰任務。
在2013年，俄羅斯空軍開始升級在役的部份Tu-95MS至Tu-95MSM。此次升級主要更換該機的航空電子設備，而機身和發動機保持不變。將在升級中增加一個新的瞄準和導航系統，升級後將能使用新的戰略巡航導彈X-101及增加導航系統的GLONASS。現代化目的是延長飛機的使用壽命到2025年。

## 衍生型
- Tu-95/1：一號原型機。
- Tu-95/2：二號原型機。

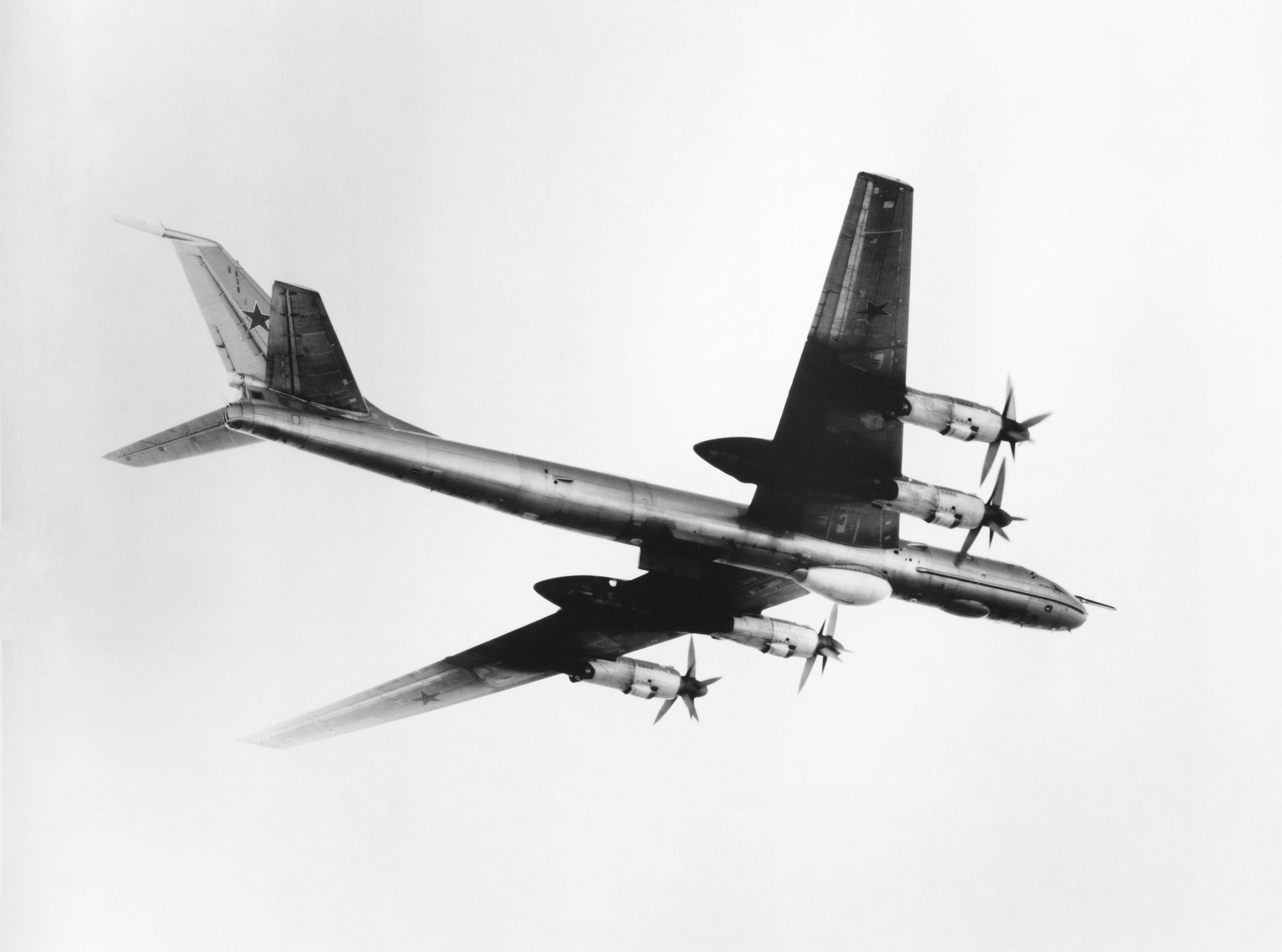
Tu-142M熊式F（Bear F）型海上巡邏機

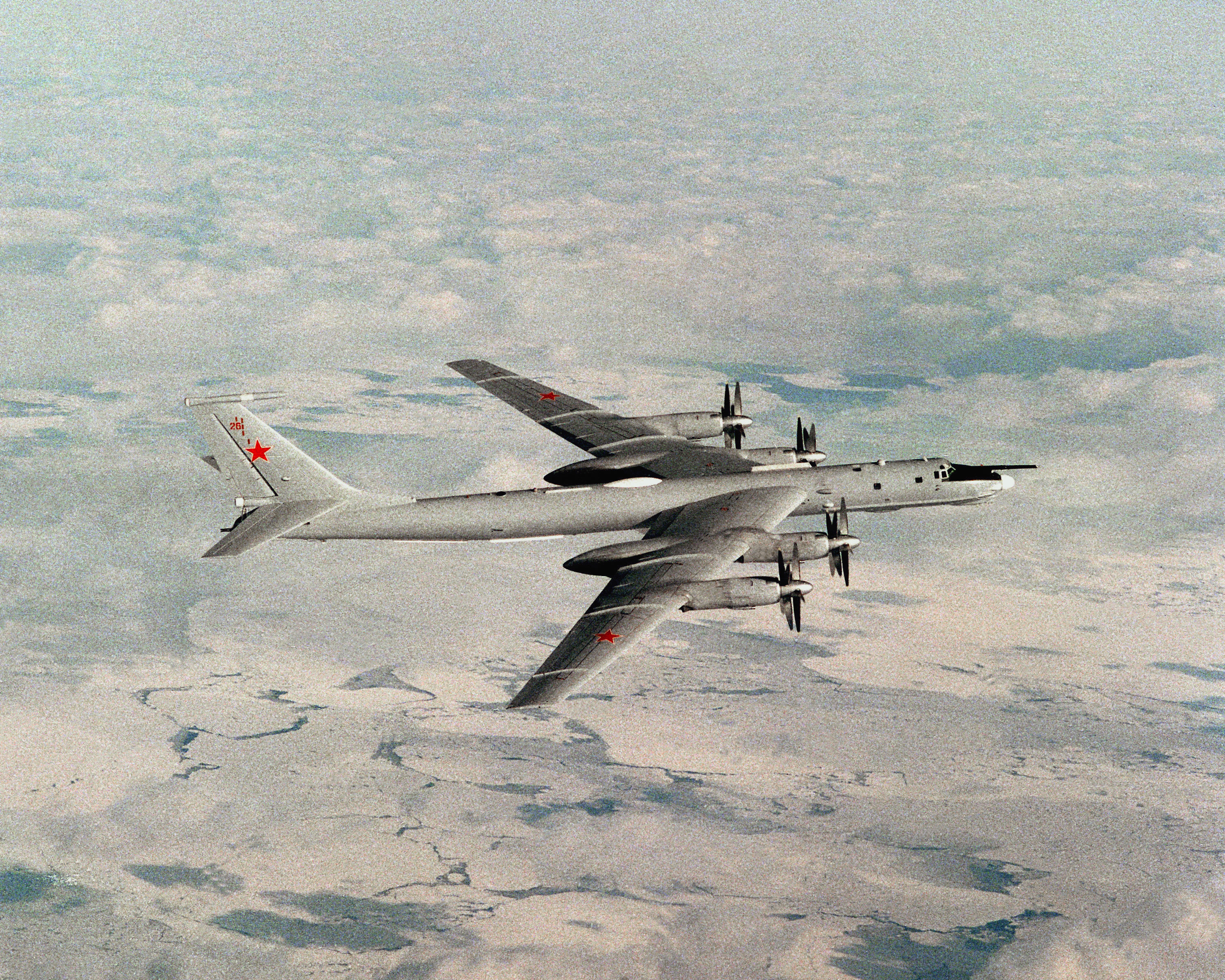
Tu-95熊式MR型機

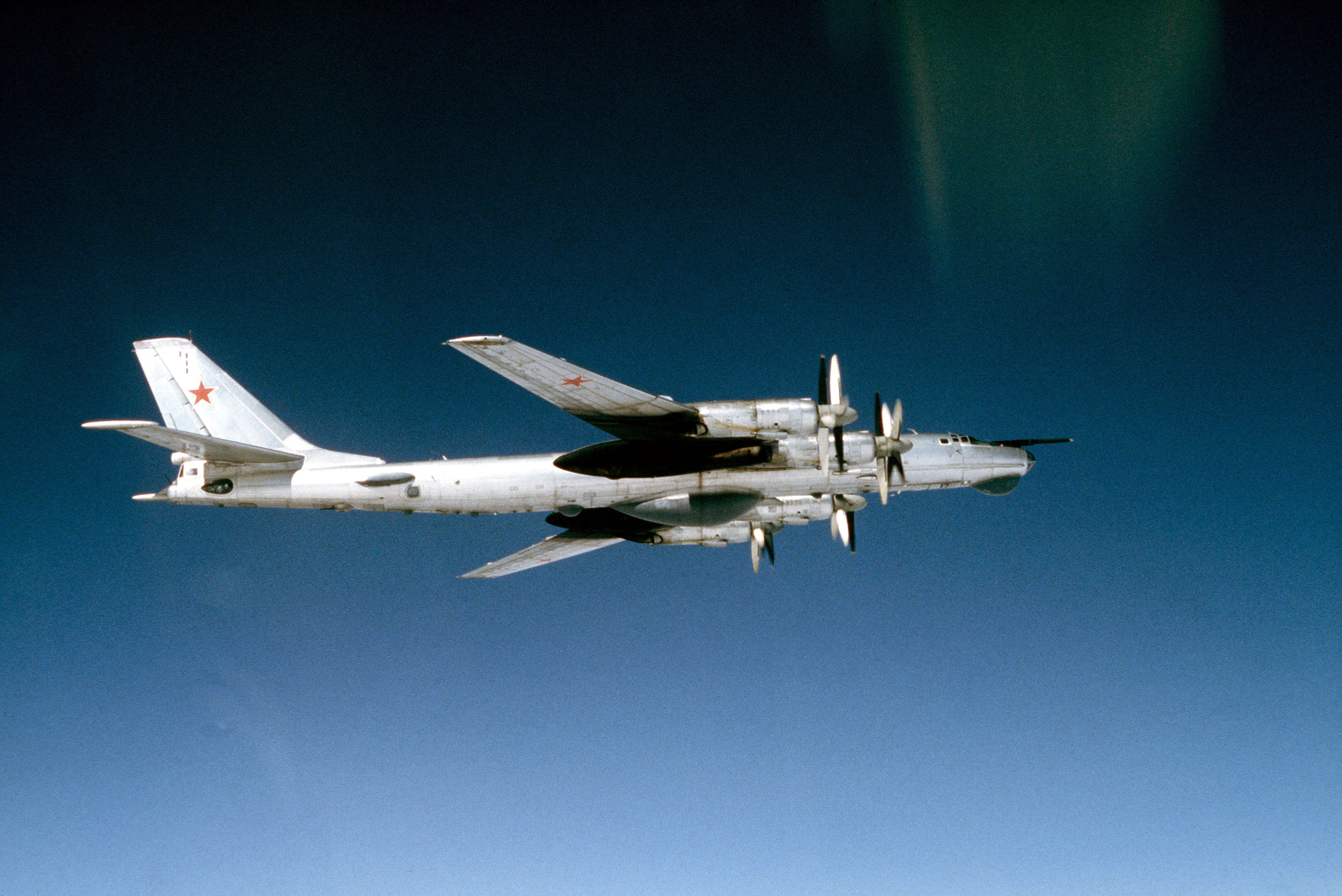
Tu-95RT熊式D（Bear D）型海上偵察與目標標定機

- Tu-95K：空投MiG-19 SM-20戰鬥機的實驗機。
- Tu-95M-55：K-26（北約代號AS-6 "Kingfish", "王魚"）飛彈搭載機。
- Tu-95N：搭載可空投的RS衝壓發動機實驗機的實驗機。
- Tu-96：高速轟炸機計畫，但未曾試飛。
- Tu-119：核子動力飛機計畫，類似Tu-96實驗機，但未曾試飛。
- Tu-142LL（Letayushchaya Laboratoriya，意為飛行實驗室）：引擎測試機。
- Tu-95/Tu-95M（Bear A）：長程戰略轟炸機型，唯一未裝設機鼻空中受油裝置的衍生型。
- Tu-95U - Uchebnyy（Bear-A）：教練機。
- Tu-95K/Tu-95KD（Bear B）：設計用於攜掛AS-3 Kangaroo式空對地飛彈。Tu-95KD是第一架裝設機鼻莢艙的衍生型。
- Tu-95KM（Bear C）：Bear B型的修改和性能提升版，主要強化偵察系統，後全部升級為Bear G構型。
- Tu-95RTs（Bear D）由Bear A構型衍生而來，其任務是海上偵察和目標標定，裝備電子信號情報（electronic intelligence，ELINT）偵搜裝置，服役於蘇聯海軍航空隊。
- Tu-95MR（Bear E）：由Bear A構型衍生而來，其任務是照相偵察（photo-reconnaissance），服役於蘇聯海軍航空隊。
- Tu-142/Tu-142M（Bear F）：原始設計任務為海上巡邏機，後擴充其任務型態，加入反潛作戰需求，冷戰期間大量服役於蘇聯海軍航空隊。可執行反潛作戰任務的機型包括Tu-142M2（Bear F Mod 2）、Tu-142M3（Bear F Mod 3）和Tu-142M4（Bear F Mod 4）。
- Tu-95K22（Bear G）由Bear A／B／C構型機改裝升級而成，可攜掛AS-4廚房（Kitchen）式空對地飛彈，並更換為現代化航電設備。
- Tu-95MS/Tu-95MS6/Tu-95MS16（Bear H）：以Tu-142為基礎重新設計的構型，用以攜掛Kh-55空射巡弋飛彈（即AS-15篙（Kent）式空射巡弋飛彈）。在1980年代，美國軍事單位常將Bear-H與Tu-142混淆。
- Tu-142MR（Bear J）：Bear F的改良型，主要作為蘇聯領導人與核子動力彈道飛彈潛艦之間的通信中繼平台。
- Tu-95U（Bear T）：教練機型，由Bear A型機改裝而來，現已全部退役。

其他尚有數種由Tu-95/Tu-142改良、衍生或改裝而來的機型，但未被西方情報機構確認，或在蘇聯軍事單位從未進入實際操作狀態。其中一種改裝機型已知為Tu-95V（目前這一架飛機正展示在中央空軍博物館），用於投擲沙皇炸彈（蘇聯編號為RDS-220）。

## 使用國
- 苏联、 俄羅斯[32]：2019年時仍有56架（當中有43架為Tu-95MS現代化型）服役中，擔任戰略轟炸任務。
- 印度：印度海軍8架Tu-142，已封存。

## 前使用國
- 乌克兰：已全部除役。

## 外部連結
- "Bears prowl the Atlantic skies" video report from Russia Today
- Interception Pics from the Cold War